# Muriqui

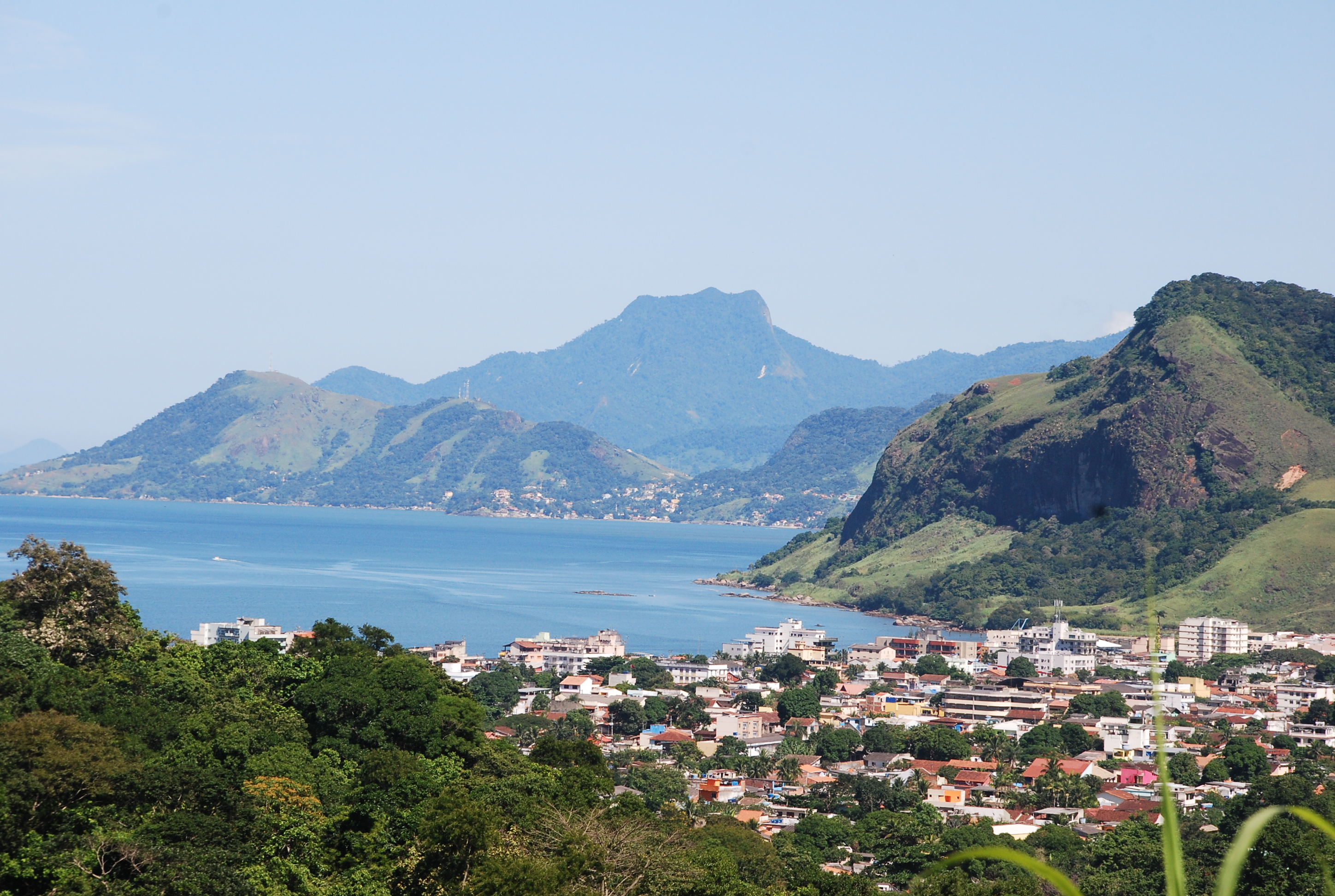
Panoramablick auf Vila Muriqui

Muriqui ist ein Küstenort (Vila Muriqui) im brasilianischen Bundesstaat Rio de Janeiro. Er liegt an der Mündung des Rio Muriqui in die Baía de Sepetiba und bildet den vierten Distrikt (Distrito de Muriqui) der Gemeinde Mangaratiba. Nördlich des Ortes führt die Bundesstraße BR-101 zwischen Rio de Janeiro und Santos am Ort vorbei.
Die Kirche des Ortes heißt Igreja Nossa Senhora das Graças. Der Distrito de Vila de Muriqui wurde am 1. Dezember 1949 durch territoriale Ausgliederung aus dem Distrito de Itacurussá gegründet und gehört seitdem zum Munizip Mangaratiba.

## Bilder

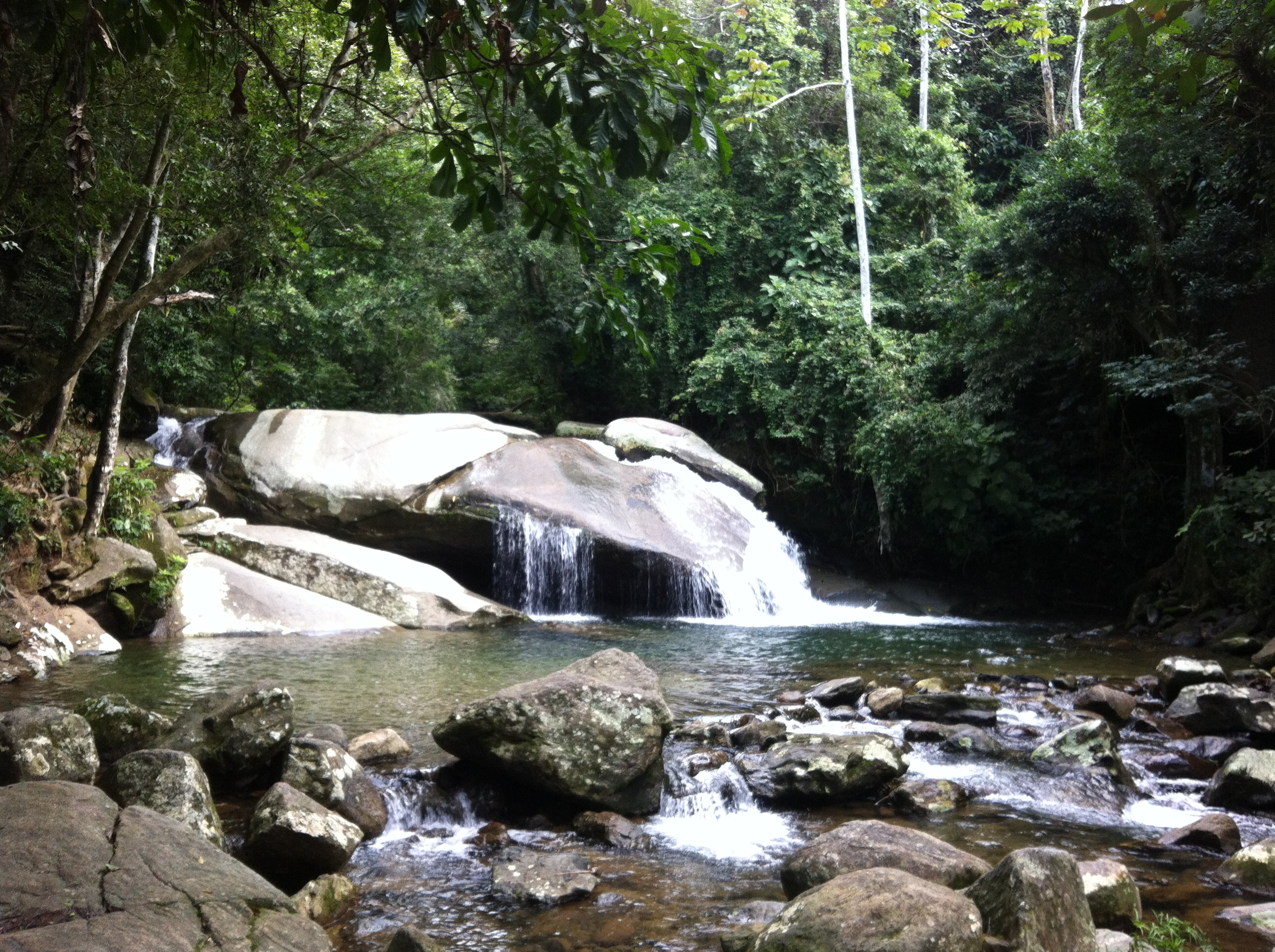
Der kleine Wasserfall in Muriqui
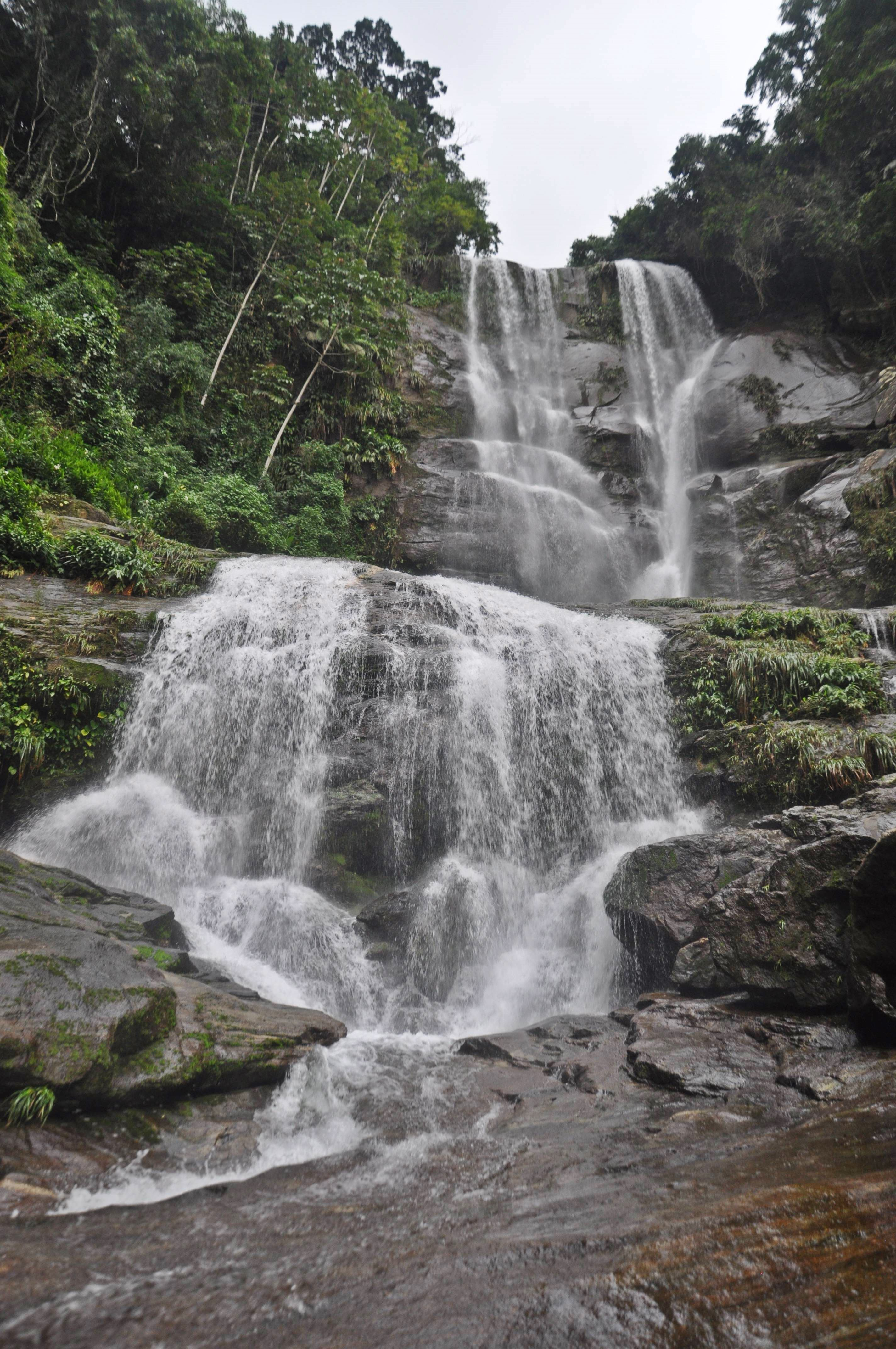
Der große Wasserfall in Muriqui